# Fresno de la Ribera
Fresno de la Ribera – gmina w Hiszpanii, w prowincji Zamora, w Kastylii i León, o powierzchni 13,13 km². W 2011 roku gmina liczyła 395 mieszkańców.